# Ceslaw Bojarski
Ceslaw (Czesław) Jan Bojarski, né le 15 octobre 1912 à Łańcut (Pologne) et mort le 2 mai 2003  à Saint-Sauveur en Isère (France), est un faussaire français d'origine polonaise. 
Il devient célèbre dans les années 1960 pour avoir contrefait des billets de banque de 100 nouveaux francs Bonaparte avec une extrême fidélité, ce qui lui vaut en cette occasion le surnom de « Cézanne de la fausse monnaie ».

## Biographie
Ceslaw Bojarski est né le 15 octobre 1912 à Łańcut (Pologne). Orphelin de mère, Czesław Bojarski aurait fait des études à l'École polytechnique de Lwów puis à l'École supérieure technique de Gdańsk d’où il serait sorti en 1939 avec le diplôme d’ingénieur-architecte. Officier de l'armée polonaise durant la Seconde Guerre mondiale, il est fait prisonnier par les Hongrois, puis s’évade et se réfugie en France. Après la guerre, il s'installe tout d’abord à Vic-sur-Cère (Cantal), où il rencontre sa femme, une Française[réf. incomplète]. Puis, grâce aux gains réalisés avec ses premiers faux billets, il fait construire un pavillon à Montgeron, dans le département de l’Essonne où il s'installe avec sa famille. Il y imprime 30 000 billets qu'il écoulait ensuite en faisant croire à son épouse, selon ses dires, qu'il était représentant de commerce, en achetant avec ses grosses coupures, cigarettes, stylos, briquets et brins de muguet.
Czesław Bojarski est aussi un chercheur indépendant. Il est l'inventeur d'un bouchon verseur révolutionnaire et d'un rasoir électrique d'un genre nouveau. Malheureusement, ces inventions venaient juste d'être découvertes par d'autres[réf. souhaitée] quand il chercha à les présenter.
Il serait aussi l'inventeur de dosettes de café. 

### Premières contrefaçons
C’est en 1950 que Bojarski contrefait et écoule ses premiers faux billets de 1 000 francs (1 000 francs type 1945 « Minerve et Hercule »). Quoique Bojarski s’en estime peu satisfait, ces premiers billets sont très bien imprimés sur du papier avec filigrane dans la pâte. En janvier 1951, la Banque de France signale dans la région parisienne le trafic de ces faux billets « bleu », presque irréprochables. Ils affluent dans les caisses de la Banque de France jusqu’à atteindre, en 1954, près de 1 500 unités par mois. Puis, en 1958, il contrefait des billets de 5 000 francs (type « terre et mer »).

### Les 100 nouveaux francstype Bonaparte
En novembre 1962, Ceslaw Bojarski abandonne la contrefaçon des billets de 5 000 francs pour celle des récents billets de 100 nouveaux francs de type Bonaparte. Ces faux billets bénéficient d'une expérience et d'un savoir-faire que Bojarski a mis plus de dix années à atteindre. La contrefaçon est telle que même des caissiers habiles à repérer les faux sont incapables de les différencier des vrais. Les faux Bonaparte produits par Bojarski à cette époque sont à ce jour les seules fausses coupures à avoir été directement échangées par la banque de France. Ces trois falsifications font penser aux experts de la Banque de France qu'ils sont de la même main.
Cette exceptionnelle qualité de contrefaçon est principalement à l'origine de la notoriété de Bojarski à travers le monde, auprès des services de police spécialisés dans la lutte contre le faux-monnayage, et plus tard des numismates. Les experts de la Banque de France croient avoir affaire à une puissante organisation criminelle disposant d'importants moyens techniques et des compétences de plusieurs spécialistes, alors que Ceslaw Bojarski produit ses faux billets sans aucune aide extérieure, à l'aide d'un matériel qu'il a inventé et construit de ses mains pour la circonstance (par crainte de se faire repérer en les achetant). De manière tout aussi surprenante qu'inhabituelle chez les faux-monnayeurs, il met au point et produit son propre papier-monnaie comportant un authentique filigrane, met au point ses propres encres et grave lui-même ses plaques d'impression en cuivre. Aucun faussaire avant lui n'avait été capable de maîtriser simultanément toutes ces techniques et d'être doublé d'un artiste-graveur accompli, et cette « performance » n'a toujours pas été reproduite à ce jour[réf. nécessaire].
Les faux billets de 100 nouveaux francs type 1959 Bonaparte réalisés par Ceslaw Bojarski sont aujourd'hui très recherchés par les numismates et ont (exceptionnellement dans le cas d'un billet de banque produit en série) acquis le statut d'œuvres d’art. Lors d'une vente aux enchères qui s'est déroulée à Chinon (Indre-et-Loire, France) en septembre 2008, un de ces billets est adjugé pour la somme record de 5 543 euros. Lors d'une vente sur offres qui s'est déroulée à Paris en mai 2015, l'un de ces billets complet et en parfait état de conservation a atteint un nouveau record de 7 173 euros frais de vente inclus.

### Arrestation et emprisonnement
Alors que les faux billets sont d'habitude isolés au sein d'une liasse, les experts de la Banque de France détectent en 1963 une liasse entière de dix faux, ce qui permet à la police de découvrir que cette somme a servi à l'achat de bons du Trésor, l'enveloppe de remise étant tamponnée dans un bureau de poste du 17e arrondissement de Paris. Les guichetiers sont avertis du signalement de l'homme écoulant ces faux billets, si bien que lorsqu'un suspect se présente à un bureau de poste le 10 décembre 1963, la police le file, ce qui les mène à un deuxième homme, Alexis Chouvaloff, un Russe très lié à son beau-frère polonais, Antoine Dowgierd. Le 17 janvier 1964, ces deux hommes sont interpellés à leur domicile en possession de ces faux billets. Ils livrent le nom de Ceslaw Bojarski qui est arrêté le même jour par des policiers de l'Office central de répression de la fausse monnaie dans son pavillon de Montgeron.
Pendant des années, Bojarski a parcouru la France en train de nuit pour écouler ses faux, en achetant des bricoles ici et là. Un jour, lassé de ces voyages, il s'est résigné à s'associer avec Chouvaloff et Dowgierd pour écouler les faux billets, 300 millions d'anciens francs en douze ans. Ayant vendu pour 62,50 francs pièce un lot de ses 100 francs Bonaparte à son ami et compatriote Antoine, le beau-frère de cet homme, Alexis Chouvaloff, avait naïvement acheté des bons du Trésor à la poste avec ses fausses coupures. La perquisition à Montgeron met au jour uniquement un coffre-fort contenant 72 millions de francs en vrais bons du trésor mais aucune trace des faux billets, jusqu'à ce qu'un inspecteur renverse maladroitement un verre d'eau, l'écoulement du liquide révélant une trappe qui mène à un atelier clandestin dissimulé en sous-sol,. 
Bojarski est condamné à 20 ans d'emprisonnement et est incarcéré à la prison de la Santé ; une lourde peine pour un délit de ce type, mais totalement conforme à ce que prévoyait le Code pénal, qui allait jusqu'à la perpétuité. Ses deux complices Chouvaloff et Dowgierd sont exemptés de peine pour l'avoir dénoncé. Il bénéficie d’une remise de peine pour bonne conduite après 13 années d'incarcération. En 1978, Bojarski et son épouse, qui occupent un modeste studio à Évry, sont en vacances dans le Massif central. Une fuite d'eau dans leur studio oblige les pompiers à intervenir, ces derniers en déplaçant la cuisinière découvrent 10 lingots d'or et 797 louis d'or. Le procès de Bojarski en 1980 aboutit à la confiscation de ses biens. Atteint de la maladie d'Alzheimer et vivant dans le dénuement, Czelaw Bojarski est décédé le 2 mai 2003 et est enterré en Isère. À Montgeron, avenue de Sénart, la maison et la trappe secrète existent toujours en 2013

### Filmographie
Son histoire a inspiré le film Le Jardinier d'Argenteuil de Jean-Paul Le Chanois (1966). Ce film n'est cependant pas, à proprement parler, une biographie relatant des faits authentiques, mais plutôt une comédie s'inspirant de ce qu'on a appelé l'« affaire Bojarski », et de la capacité du faussaire du même nom à reproduire, sans complicité aucune et avec des moyens de base sommaires dans le sous-sol de sa maison de Montgeron, des faux-billets de banque quasiment impossibles à différencier de la monnaie authentique.